# 伊麗莎白·科洛
伊麗莎白·科洛（法語：Élisabeth Collot；1903年6月21日—2016年9月4日），2016年9月4日辭世享年113歲75天，是一名居住在法國伊泽尔省埃希罗勒的女性，因為自2016年7月1日起成為法國在世最年長者。

## 生平
科洛在1903年6月21日於上马恩省昂德洛-布朗什维尔出生；1925年和保羅·科洛（法語：Paul Collot）結婚，有6個孩子、11個孫子、24個曾孫和5個玄孫，和兒子同住。